# Buddy Knox
Buddy Wayne Knox (20 de julio de 1933 - 14 de febrero de 1999) fue un cantante y compositor estadounidense, conocido por su exitosa canción de 1957, "Party Doll".

## Biografía
Knox nació el 20 de julio de 1933  en la pequeña comunidad agrícola de Happy (Texas), aprendiendo a tocar la  guitarra desde su juventud. En su adolescencia, él y algunos amigos de la escuela secundaria formaron una banda llamada "Rhythm Orchids". En 1956, tras actuar en el mismo programa de radio que su compañero texano Roy Orbison y su banda "Teen Kings", este le sugirió a Knox que se pusiera en contacto con el productor discográfico Norman Petty, que tenía un estudio de grabación en Clovis (Nuevo México), el mismo estudio. donde Buddy Holly grabó varios de sus primeros éxitos, incluido " That'll Be the Day ".
La canción de Knox, "Party Doll", fue lanzada por el sello discográfico Roulette Records, y alcanzó el número uno en la lista de discos Cash Box en 1957. Vendió más de un millón de copias y recibió un disco de oro de la RIAA. A este éxito, le siguió "Rock Your Little Baby To Sleep", que alcanzó el puesto número 17 en las listas de éxitos y " Hula Love ", que alcanzaría el número 9. Si bien nunca alcanzó el mismo nivel de éxito artístico que Holly u Orbison, Knox sobrevivió a ambos y disfrutó de una larga carrera en la música. Por su contribución pionera, Knox fue elegido miembro del Salón de la Fama del Rockabilly . "Party Doll" fue votada como una de las 500 canciones que dieron forma al rock and roll del Salón de la Fama del Rock and Roll .
A principios de la década de 1960, Knox firmó un contrato discográfico con el sello Liberty Records y publicó varios discos pop más convencionales, con arreglos de cuerdas y coristas . "Lovey Dovey" y "Ling-Ting-Tong" fueron las grabaciones más notables de esta época. Su estilo en esta época sufrió una clara desviación respecto de su anterior trabajo rockabilly para Roulette. Liberty y su principal productor discográfico Snuff Garrett emplearon con éxito las mismas técnicas de producción para sus otros artistas pop convencionales de la época, que incluían a Johnny Burnette y Bobby Vee.
En 1968, Knox, que había estado viviendo semijubilado en Macon (Georgia), mientras dirigía su editorial, se mudó a Nashville (Tennessee), donde firmó un nuevo contrato discográfico con United Artists Records. Trabajando con el productor Bob Montgomery, Knox perfeccionó su estilo rockabilly tradicional, dirigiéndolo esta vez hacia el sonido country moderno de la época. Su primer álbum en United Artists le valió el apodo por el que sería conocido por el resto de su vida. La canción principal del álbum, Gypsy Man, escrita por Sonny Curtis  y con el trabajo de guitarra acústica de Curtis, recibió mucha difusión en las emisoras de radio de música country .
Varios sencillos grabados por Knox entre 1968 y 1974 se destacaron por su experimentación con una gran variedad de sonidos y estilos y, desde un punto de vista creativo y crítico, puede haber sido su época más productiva. Su versión de "God Knows I Love You" de Delaney Bramlett, junto con su "Salt Lake City", escrita por él mismo, colocaron a Knox firmemente en el centro del nuevo género de música pop, poblado por artistas como Delaney & Bonnie., Eric Clapton y otros que estaban a la vanguardia del rock sureño, como Black Oak Arkansas y The Allman Brothers Band. Su versión de "Glory Train" de James Hendricks contó con un coro de estilo góspel. En su versión de "Come Softly to Me" de The Fleetwoods demostró un rango vocal que no se había escuchado en sus grabaciones anteriores. También se acercó a la nueva generación de compositores que se darían forma al " Outlaw country " de Nashville en la década de 1970, ya que fue uno de los primeros artistas en grabar "I'm Only Rockin'" de Mickey Newbury . Otros artistas importantes de la música country grabaron más tarde esta canción, pero bajo el título alternativo de "T. Total Tommy". Knox también grabó canciones de Alex Harvey, John D. Loudermilk y Gary Paxton . En varias de estas grabaciones, Knox experimentó con técnicas de grabación multipista, algo que pocos artistas habían hecho hasta ese momento.
Desde la década de 1970, Knox residió en la pequeña ciudad de Dominion City, en el estado canadiense de Manitoba, y realizó giras principalmente por el oeste de Canadá y el medio oeste superior de Estados Unidos, con apariciones ocasionales en Europa. En 1981, protagonizó una película canadiense independiente Sweet Country Road .
Knox dijo que la fama afectó su vida familiar. Viajar 250 días al año durante 35 años, según él, le costó tres divorcios. La revista Billboard lo votó como "el artista más viajero del mundo". Su hijo, Michael Knox, es productor discográfico. En 1992, se divorció y se mudó a Columbia Británica, donde participó en varios proyectos empresariales, incluida una participación en un club nocturno local.
En 1997 se mudó a Port Orchard (Washington), para estar con su prometida, donde sufrió una caída y se lesionó la cadera. El médico le informó en ese momento que padecía un cáncer de pulmón terminal. Knox murió el 14 de febrero de 1999  en Bremerton (Washington). Está enterrado en el cementerio Dreamland, en Canyon (Texas).

## Discografía
1. "Party Doll" (1957)
2. "Storm Clouds" (1957)
3. "That's Why I Cry" (1959)
4. "Hula Love" (1957)
5. "C'mon Baby" (1959)
6. "All For You" (1959)
7. "I Think I'm Gonna Kill Myself" (1959)
8. "Lovey Dovey" (1961)
9. "Ling-Ting-Tong" (1961)
10. "Somebody Touched Me" (1958)
11. "Rock Your Little Baby to Sleep" (1957)
12. "Cause I'm In Love" (1957)
13. "Swinging Daddy" (1958)
14. "The Girl with the Golden Hair" (1959)
15. "Devil Woman" (1957)
16. "Mary Lou" (1957)
17. "Rock House" (1957)
18. "Maybellinne" (1957)
19. "Rock Around the Clock" (1957)
20. "She's Gone" (1962)
21. "Slippin' and Slidin'" (1962)
22. "Chi-Hua-Hua" (1962)
23. "OPEN YOUR LOVIN' ARMS" (1962)
24. "Dear Abby" (1962)
25. "Three Eyed Man" (1962)
26. "Tomorrow is a Comin'" (1963)
27. "Hitch Hike Back To Georgia" (1963)
28. "I Got You" (1960)
29. "I Ain't Sharin' Sharon" (1959)
30. "I'm in Love With You" (1957)
31. "Long Lonely Nights" (1960)
32. "Good Time Girl" (1965)
33. "Livin' in a House Full of Love" (1965)
34. "Love Has Many Ways" (1965)
35. "Teasable, Pleasable You" (1959)

### Sencillos
| Año  | Título                                                                         | Posicionamiento en listas | Posicionamiento en listas | Posicionamiento en listas | Posicionamiento en listas | Álbum                    |
| Año  | Título                                                                         | Billboard Hot 100         | Billboard Hot R&B         | Canadá                    | Reino Unido               | Álbum                    |
| ---- | ------------------------------------------------------------------------------ | ------------------------- | ------------------------- | ------------------------- | ------------------------- | ------------------------ |
| 1957 | "Party Doll" b/w "My Baby's Gone" (No publicado en álbum)                      | 2                         | 3                         | 17                        | 29                        | Buddy Knox               |
| 1957 | "Rock Your Little Baby To Sleep" b/w "Don't Make Me Cry"                       | 23                        | —                         | 12                        | —                         | Buddy Knox               |
| 1957 | "Hula Love" b/w "Devil Woman"                                                  | 12                        | 13                        | 3                         | —                         | Buddy Knox               |
| 1958 | "Swingin' Daddy" b/w "Whenever I'm Lonely"                                     | 80                        | —                         | —                         | —                         | No publicado en álbum    |
| 1958 | "Somebody Touched Me" b/w "C'mon Baby"                                         | 22                        | —                         | 22                        | —                         | Buddy Knox & Jimmy Bowen |
| 1959 | "That's Why I Cry" /                                                           | 88                        | —                         | —                         | —                         | Buddy Knox & Jimmy Bowen |
| 1959 | "Teasable, Pleasable You"                                                      | 85                        | —                         | —                         | —                         | Buddy Knox & Jimmy Bowen |
| 1959 | "I Think I'm Gonna Kill Myself" b/w "To Be With You"                           | 55                        | —                         | —                         | —                         | No publicado en álbum    |
| 1959 | "Taste Of The Blues" b/w "I Ain't Sharin' Sharon"                              | —                         | —                         | —                         | —                         | No publicado en álbum    |
| 1960 | "Long Lonely Nights" b/w "Storm Clouds"                                        | —                         | —                         | —                         | —                         | No publicado en álbum    |
| 1960 | "Lovey Dovey" b/w "I Got You" (No publicado en álbum)                          | 25                        | —                         | —                         | —                         | Buddy Knox's Golden Hits |
| 1961 | "Ling, Ting, Tong" b/w "The Kisses (They're All Mine)" (No publicado en álbum) | 65                        | —                         | —                         | —                         | Buddy Knox's Golden Hits |
| 1961 | "Three Eyed Man" b/w "All By Myself" (from Buddy Knox's Golden Hits)           | —                         | —                         | —                         | —                         | No publicado en álbum    |
| 1962 | "Chi-Hua-Hua" b/w "Open Your Lovin' Arms"                                      | —                         | —                         | —                         | —                         | Buddy Knox's Golden Hits |
| 1962 | "She's Gone" b/w "Now There's Only Me" (No publicado en álbum)                 | —                         | —                         | —                         | 45                        | Buddy Knox's Golden Hits |
| 1962 | "Three Way Love Affair" b/w "Dear Abby" (from Buddy Knox's Golden Hits)        | —                         | —                         | —                         | —                         | No publicado en álbum    |
| 1963 | "Tomorrow Is A Comin'" b/w "Shadaroom"                                         | —                         | —                         | —                         | —                         | No publicado en álbum    |
| 1963 | "Thanks A Lot" b/w "Hitchhike Back To Georgia"                                 | —                         | —                         | —                         | —                         | No publicado en álbum    |
| 1964 | "Good Lovin'" b/w "All Time Loser"                                             | —                         | —                         | —                         | —                         | No publicado en álbum    |
| 1964 | "Jo Ann" b/w "Don't Make A Ripple"                                             | —                         | —                         | —                         | —                         | No publicado en álbum    |
| 1965 | "Good Time Girl" b/w "Livin' In A House Full Of Love"                          | —                         | —                         | —                         | —                         | No publicado en álbum    |
| 1965 | "A Lover's Question" b/w "You Said Goodbye"                                    | —                         | —                         | —                         | —                         | No publicado en álbum    |
| 1966 | "That Don't Do Me No Good" b/w "A White Sport Coat (and A Pink Carnation)"     | —                         | —                         | —                         | —                         | No publicado en álbum    |
| 1966 | "Sixteen Feet Of Patio" b/w "Love Has Many Ways"                               | —                         | —                         | —                         | —                         | No publicado en álbum    |
| 1968 | "Gypsy Man"A b/w "This Time Tomorrow"                                          | —                         | —                         | —                         | —                         | Gypsy Man                |
| 1968 | "Today My Sleepless Nights Came Back To Town" b/w "A Million Years Or So"      | —                         | —                         | —                         | —                         | Gypsy Man                |
| 1969 | "God Knows I Love You" b/w "Night Runners" (from Gypsy Man)                    | —                         | —                         | —                         | —                         | No publicado en álbum    |
| 1969 | "Salt Lake City" b/w "I'm Only Rockin'"                                        | —                         | —                         | —                         | —                         | No publicado en álbum    |
| 1970 | "Back To New Orleans" b/w "Yesterday Is Gone"                                  | —                         | —                         | —                         | —                         | No publicado en álbum    |
| 1970 | "Glory Train" b/w "White Dove"                                                 | —                         | —                         | —                         | —                         | No publicado en álbum    |
| 1971 | "Travelin' Light" b/w "Come Softly To Me"                                      | —                         | —                         | —                         | —                         | No publicado en álbum    |